# Carinhanha
Carinhanha, amtlich portugiesisch Município de Carinhanha, ist eine Gemeinde in Brasilien im Südwesten des Bundesstaates Bahia.
Die Gemeinde am Rio São Francisco hatte zum 1. Juli 2018 geschätzt 28.965 Einwohner.